# 59-й армійський корпус (Третій Рейх)
LIX-й (59-й) армі́йський ко́рпус (нім. LIX. Armeekorps) — армійський корпус Вермахту за часів Другої світової війни.

## Історія
LIX-й армійський корпус був сформований 10 жовтня 1940 в Любеку, як 59-те командування особливого призначення. 20 січня 1942 перетворене на 59-й армійський корпус.

## Райони бойових дій
- Німеччина (жовтень 1940);
- Франція (жовтень 1940 — лютий 1942);
- СРСР (північний напрямок) (лютий 1942 — лютий 1943);
- СРСР (південний напрямок) (лютий 1943 — квітень 1944);
- Польща (квітень 1944 — лютий 1945);
- Чехословаччина (лютий — травень 1945).

## Командування

### Командири
- генерал від інфантерії Максиміліан Шванднер (нім. Maximilian Schwandner) (10 жовтня 1940 — 28 грудня 1941);
- генерал від інфантерії Курт фон дер Шевалері (нім. Kurt von der Chevallerie) (28 грудня 1941 — 26 червня 1942);
- генерал-полковник Карл Гільперт (нім. Carl Hilpert) (26 червня — 25 липня 1942);
- генерал від інфантерії Курт фон дер Шевалері (25 липня 1942 — 17 січня 1943);
- генерал танкових військ Еріх Бранденбергер (нім. Erich Brandenberger) (17 січня — 15 березня 1943);
- генерал від інфантерії Курт фон дер Шевалері (15 березня 1943 — 4 лютого 1944);
- генерал від інфантерії Фрідріх Шульц (нім. Friedrich Schulz) (8 лютого — 22 березня 1944);
- генерал від інфантерії Едгар Реріхт (нім. Edgar Röhricht) (10 червня 1944 — 29 січня 1945);
- генерал гірсько-піхотних військ Георг Ріттер фон Генгль (нім. Georg Ritter von Hengl) (1 лютого — 6 квітня 1945);
- генерал-лейтенант Ернст Зілер (нім. Ernst Sieler) (6 квітня — 8 травня 1945).

## Бойовий склад 59-го армійського корпусу
Формування управління, забезпечення та підтримки
- 103-тє артилерійське командування (Arko 103), з 1942 року,
- 459-те управління корпусного постачання (Korps-Nachschubtruppen 459);
- 459-й корпусний батальйон зв'язку (Korps-Nachrichten-Abteilung 459);
- 459-й батальйон фельджандармерії (Feldgendarmerie-Abteilung 459);
- 459-те управління транспортних перевезень (Korps Nachschubführer 459);
- 43-й вартовий батальйон (Wach Bataillon 43);
- 631-ше геодезично-картографічний загін (Vermessungs- und Karten Abteilung 631)

- 87-ма піхотна дивізія (87. Infanterie-Division);
- 223-тя піхотна дивізія (223. Infanterie-Division).

- 16-та моторизована дивізія (16. Infanterie-Division (mot.);
- 87-ма піхотна дивізія;
- 294-та піхотна дивізія (294. Infanterie-Division);
- Поліційна дивізія СС (Polizei-Division).

- 81-ша піхотна дивізія (81. Infanterie-Division);
- 246-та піхотна дивізія (246. Infanterie-Division);
- 305-та піхотна дивізія (305. Infanterie-Division).

- 2-га танкова дивізія (2. Panzer-Division);
- 81-ша піхотна дивізія;
- 246-та піхотна дивізія;
- 305-та піхотна дивізія;
- 715-та піхотна дивізія (715. Infanterie-Division).

- 22-га танкова дивізія (22. Panzer-Division);
- 81-ша піхотна дивізія;
- 246-та піхотна дивізія;
- 305-та піхотна дивізія;
- 715-та піхотна дивізія.

- 22-га танкова дивізія;
- 246-та піхотна дивізія;
- 305-та піхотна дивізія;
- 327-ма піхотна дивізія (327. Infanterie-Division);
- 715-та піхотна дивізія.

- 205-та піхотна дивізія (205. Infanterie-Division);
- 330-та піхотна дивізія (330. Infanterie-Division);
- 10-та бригада охорони (10. Schützen-Brigade);
- 257-й піхотний полк (Infanterie-Regiment 257);
- 51-й моторизований полк (Infanterie-Regiment 51 (mot).

- 205-та піхотна дивізія;
- 330-та піхотна дивізія;
- 547-й піхотний полк (Infanterie-Regiment 547).

- 263-тя піхотна дивізія (263. Infanterie-Division);
- 291-ша піхотна дивізія (291. Infanterie-Division).

- 2-га танкова дивізія;
- 8-ма танкова дивізія (8. Panzer-Division);
- 217-та піхотна дивізія (217. Infanterie-Division).

- 8-ма танкова дивізія;
- 183-тя піхотна дивізія (183. Infanterie-Division);
- 217-та піхотна дивізія;
- 291-ша піхотна дивізія;
- 339-та піхотна дивізія (339. Infanterie-Division).

- корпусна група «C» (Korps-Abteilung C)
- 291-ша піхотна дивізія.

- XXIV-й танковий корпус (XXIV. Panzerkorps);
- 1-ша танкова дивізія (1. Panzer-Division);
- 6-та танкова дивізія (6. Panzer-Division);
- 11-та танкова дивізія (11. Panzer-Division);
- 16-та танкова дивізія (16. Panzer-Division);
- 19-та танкова дивізія (19. Panzer-Division);
- 96-та піхотна дивізія (96. Infanterie-Division);
- 208-ма піхотна дивізія (208. Infanterie-Division);
- 291-ша піхотна дивізія;
- 20-та панцергренадерська дивізія (20. Panzergrenadier-Division).

- 208-ма піхотна дивізія;
- 254-та піхотна дивізія (254. Infanterie-Division);
- 20-та піхотна дивізія (Угорщина) (20. Infanterie-Division (ung.).

- 359-та піхотна дивізія (359. Infanterie-Division);
- 371-ша піхотна дивізія (371. Infanterie-Division).

- 359-та піхотна дивізія;
- 371-ша піхотна дивізія;
- 544-та фольксгренадерська дивізія (544. Volks-Grenadier-Division).

- 78-ма фольксштурмова дивізія (78. Volks-Sturm-Division);
- 304-та піхотна дивізія (304. Infanterie-Division);
- 344-та піхотна дивізія (344. Infanterie-Division);
- 544-та фольксгренадерська дивізія.

- 68-ма піхотна дивізія (68. Infanterie-Division);
- 75-та піхотна дивізія (75. Infanterie-Division);
- 253-тя піхотна дивізія (253. Infanterie-Division);
- 359-та піхотна дивізія;
- 544-та фольксгренадерська дивізія.

- 16-та танкова дивізія;
- 19-та танкова дивізія;
- 4-та гірсько-піхотна дивізія (4. Gebirgs-Division);
- 715-та піхотна дивізія;
- 544-та фольксгренадерська дивізія.

- Панцергренадерська дивізія «Брандербург» (Panzergrenadier-Division "Brandenburg").